# 管区行政評価局
管区行政評価局（かんくぎょうせいひょうかきょく）は、総務省の地方支分部局。沖縄県を除いて下部組織に行政評価事務所及び行政監視行政相談センターを置く。

## 沿革
- 1952年（昭和27年）8月1日 - 行政管理庁の地方支分部局として、管区監察局を8局（札幌、仙台、東京、名古屋、大阪、広島、高松、福岡）設置するとともに、管区監察局の事務の一部を分掌させるため、管区監察局の所在府県以外の各府県ごとに地方監察局（41局）を設置（北海道内に設置の3局を含む）。
  - 管区監察局および地方監察局の事務は、行政管理庁監察部の所掌事務を分掌する。
  - これと同時に廃止された経済調査庁の地方部局だった地方経済調査局に配置されていた経済調査官の職場を維持するとともに、行政管理庁の地方での足場を確保する目的で新設された。なお、発足の経緯に伴い、1953年（昭和28年）3月31日までは地方経済調査局の残務事務を処理するため、管区監察局に臨時組織として地方経済調査局が附置された。
- 1957年（昭和32年）8月1日 - 管区監察局を管区行政監察局に、地方監察局を地方行政監察局に改称。
  - 大臣庁は省と同様に内部部局として「局」を設置できるようになった際、行政管理庁では「監察部」に代えて「行政監察局」を置いたため、この内部部局の名称と平仄を合わせたもの。
- 1960年（昭和35年）5月20日 - 個別の管区行政監察局の名称を所在地名からブロック名に変更するとともに、個別の地方行政監察局の名称から「地方」を削り単に行政監察局という名称に変更（総称としては引き続き地方行政監察局）。
  - 管区行政監察局および地方行政監察局の事務を、従来は本庁の行政監察局所掌事務のみを分掌していたが、行政管理局、統計基準局を含めて行政管理庁全庁の所掌事務を分掌することに変更。
- 1972年（昭和47年）5月15日 - 沖縄県の復帰に伴い、同県を管轄区域とする沖縄行政監察事務所を設置。管区行政監察局の分掌機関ではなく、本庁直属の地方支分部局とする。
- 1974年（昭和49年）7月1日 - 環境庁発足に伴い、地方支分部局をもたない同庁のため、環境庁所掌事務に関する調査、資料の収集及び整理、環境庁所管行政に関する相談に関する事務を、管区行政監察局および沖縄行政監察事務所の所掌とし、この事務を遂行する際は環境庁長官の指揮監督を受ける。
- 1978年（昭和53年）7月1日 - 北海道内の地方行政監察局3局を廃止し、その事務を北海道管区行政監察局に統合。なお、廃止した3局の所在地（函館、旭川、釧路）には、行政相談などの現地事務を処理するため、北海道管区行政監察局の分掌組織として分室を設置。
- 1981年（昭和56年）4月1日 - 四国管区行政監察局を廃止。中国管区行政監察局を中国四国管区行政監察局に改組するとともに、四国行政監察支局を設置。なお、設置法附則には四国行政監察支局は1985年（昭和60年）3月31日までに廃止するものとする旨のいわゆるサンセット条項が規定されたが、このサンセット条項は1985年（昭和60年）3月30日に公布された昭和60年法律第13号により削除。
- 1984年（昭和59年）7月1日 - 行政管理庁を母体として、総務庁が発足。管区行政監察局、沖縄行政監察事務所、四国行政監察支局、地方行政監察局は総務庁の機関に移行。
- 1984年（昭和53年）10月1日 - 地方行政監察局を行政監察事務所に縮小改組。
- 1999年（平成11年）2月15日 - 関東管区行政監察局が埼玉県内のさいたま新都心に移転したことにより、埼玉行政監察事務所を廃止し、新たに東京行政監察事務所を設置。
- 2001年（平成13年）1月6日 - 総務庁は自治省、郵政省とともに統合され、総務省が発足。従来の行政監察は行政評価・監視として行われるとともに新たに政策評価の機能を担当することになるため、内部部局の名称を行政監察局から「行政評価局」へ改組改称させ、地方支分部局の名称も同様に管区行政評価局、沖縄行政評価事務所に改組改称し、その分掌機関も、四国行政評価支局、行政評価事務所に改組改称。
- 2001年（平成13年）10月1日 - 環境省は自前の地方組織として地方環境対策調査官を置き、地区環境対策調査官事務所（2004年（平成16年）10月1日に地方環境事務所に改組）に配置することとなったため、管区行政評価局および沖縄行政評価事務所は、環境省所掌事務に関する調査、資料の収集及び整理並びに相談に関する事務の受託を廃止。
- 2017年（平成29年）10月1日 - 行政評価事務所・分室（北海道）を再編。東京・神奈川・新潟・石川・兵庫・熊本・沖縄は存続、他は行政評価局調査を除いた「行政監視行政相談センター」となった[1]。
- 2022年12月26日 - 近畿管区行政評価局が大手前合同庁舎に移転[2]。

## 管轄地域
括弧内は所在地。
- 北海道管区行政評価局（札幌市北区） :北海道※函館・旭川・釧路に行政監視行政相談センター設置。
- 東北管区行政評価局 （仙台市青葉区）:青森県、岩手県、宮城県、秋田県、山形県、福島県
- 関東管区行政評価局（さいたま市中央区【さいたま新都心】） :茨城県、栃木県、群馬県、埼玉県、千葉県、東京都、神奈川県、新潟県、山梨県、長野県
- 中部管区行政評価局（名古屋市中区） :富山県、石川県、岐阜県、静岡県、愛知県、三重県
- 近畿管区行政評価局 (大阪市中央区):福井県、滋賀県、京都府、大阪府、兵庫県、奈良県、和歌山県
- 中国四国管区行政評価局（広島市中区） :鳥取県、島根県、岡山県、広島県、山口県（徳島県、香川県、愛媛県、高知県）
  - 四国行政評価支局 （高松市）:徳島県、香川県、愛媛県、高知県
- 九州管区行政評価局（福岡市博多区） :福岡県、佐賀県、長崎県、熊本県、大分県、宮崎県、鹿児島県
- 沖縄行政評価事務所（那覇市） :沖縄県

## 組織

### 管区行政評価局
- 局長
- 総務行政相談部
- 評価監視部
- 行政評価事務所（北海道は釧路・函館・旭川に分室を置く）

### 沖縄行政評価事務所
- 所長
- 総務課
- 行政相談課